# Fons Verwimp
Alfons Verwimp is een Belgisch politicus voor Vooruit en voormalig basketbalcoach.

## Levensloop
Verwimp is bediende bij de De Voorzorg en was actief in het basketmilieu. Eerst als speler bij de plaatselijke club Optima en later Tongeren. Partijgenoten Peter Vanvelthoven en Herman Reynders waren destijds zijn medespelers. Al vrij jong stond hij door ernstige kwetsuren definitief aan de zijlijn. Daarna was hij meerdere jaren basketbalcoach bij onder meer BACMA Maaseik, Hasselt BT en BBC Heusden. Fons Verwimp heeft negen titels behaald en werd in Limburg driemaal uitgeroepen tot coach van het jaar.
In 1997 deed hij zijn intrede in het schepencollege en in september 2009 nam hij de burgemeestersjerp over van Jan Verheyden. Hij leidt een coalitie bestaande uit sp.a-SPIL en CD&V. In 2012 cumuleerde hij 6 mandaten, waarvan 3 bezoldigd.